# Orthotheciella varia
Orthotheciella es un género monotípico de hepáticas perteneciente a la familia Amblystegiaceae. Comprende 2 especies descritas y de estas, solo una aceptada. Su única especie es: Orthotheciella varia.

## Taxonomía
Orthotheciella varia fue descrita por (Hedw.) Ochyra y publicado en The Moss Flora of King George Island Antarctica 224. 1998.
Sinonimia
- Amblystegium austrohygrophilum Broth.
- Amblystegium austroserpens Broth.
- Amblystegium chilense Lorentz
- Amblystegium excurrens Cardot & Broth.
- Amblystegium kerguelense Mitt.
- Amblystegium philonotis Dusén
- Amblystegium subvarium Broth.
- Amblystegium tenellum Cardot & Broth.
- Hygroamblystegium filum var. compactum E.B. Bartram
- Hypnum austrocatenulatum Müll. Hal.
- Hypnum chalarocladum Müll. Hal.
- Hypnum desmiocladum Müll. Hal.
- Hypnum serpens var. varium (Hedw.) Müll. Hal.
- Hypnum varium (Hedw.) P. Beauv.
- Leskea fuegiana Besch.
- Leskea varia Hedw.
- Pseudoleskea antarctica Cardot
- Pseudoleskea calochroa Cardot
- Pseudoleskea fuegiana var. gracilis Cardot & Broth.
- Pseudoleskea fuegiana var. skottsbergii Cardot
- Pseudoleskea platyphylla Cardot
- Pseudoleskea sordidoviridis Cardot & Broth.
- Pseudoleskea strictula Cardot
- Rigodium varium (Hedw.) Kindb.
- Stereodon varius (Hedw.) Mitt.